# Marc Blitzstein
Marc Blitzstein est un compositeur américain, né le 2 mars 1905 à Philadelphie, en Pennsylvanie (États-Unis), et assassiné le 22 janvier 1964 à Fort-de-France, en Martinique (France) (https://masterworksbroadway.com/artist/marc-blitzstein/).
Il s'est associé avec Nadia Boulanger à partir des années 1920 (https://snl.no/Marc_Blitzstein), Arnold Schoenberg puis Henry Cowell, Aaron Copland et enfin Leonard Beirnstein avant la seconde guerre mondiale : https://www.bellperc.com/blogs/repertoire/marc-blitzstein.
Il s'est opposé à la ségrégation en 1943 : http://www.nickelinthemachine.com/2011/05/marc-blitzstein-roland-hayes-and-the-negro-chorus-at-the-royal-albert-hall-in-1943/.
Il fut une des victimes aussi du maccarthysme et inscrit sur la liste noire du cinéma : https://welltempered.wordpress.com/2020/10/21/university-operas-first-online-video-project-celebrates-the-life-and-music-of-american-composer-marc-blitzstein-it-will-be-releasedthis-friday-night-oct-23-at-8-p-m-on-youtube/, https://leohurwitz.com/collaborators/marc-blitzstein/ et https://www.nytimes.com/2012/12/16/books/review/marc-blitzstein-by-howard-pollack.html.
Initialement annoncé mort dans un accident de voiture :https://www.nytimes.com/1964/01/24/archives/marc-blitzstein-composer-58-killed-in-automobile-accident.html, il a en fait été tué par trois marins en Martinique dans un bar : https://www.nytimes.com/1964/01/25/archives/3-sailors-accused-of-killing-blitzstein.html (https://musiqueclassique.forumpro.fr/t10972-marc-blitzstein-1905-1964).
Sa mort a interrompu une pièce "Sacco et Vanzetti" retrouvé dans son auto (https://www.nytimes.com/1964/05/12/archives/a-missing-opera-by-blitzstein-reported-found-in-car-trunk.html, https://www.nytimes.com/1964/05/13/archives/blitzstein-score-in-auto-5-months-composer-left-manuscript-in-trunk.html) et sur laquelle il travaillait : https://kids.britannica.com/students/article/Marc-Blitzstein/310268 mais terminé après celle-ci par Leonard Lehrman la même année  de son décès tragique : https://jewishcurrents.org/march-2-marc-blitzstein.
Il a été ensuite enterré dans un cimetière à Philadelphie : https://fr.findagrave.com/memorial/7028350/marc-blitzstein.

## Musiques de films
- 1931 : Surf and Seaweed
- 1934 : Hands (publicité)
- 1940 : Valley Town
- 1942 : Native Land
- 1942 : Night Shift

## Autre
Une pièce de théâtre a été jouée en son honneur en 1985 ainsi qu'un film sur lui en 1999 : https://www.jazzstandards.com/biographies/biography_284.htm.
Une exposition lui a été consacrée le 22 mars 2014 et une autre en yiddish le 6 mars 2014 : https://jewishcurrents.org/marc-blitzstein-yiddish.
Une plaque a été dévoilée en souvenir à Society Hill (Philadelphie) en 2017 : https://www.hmdb.org/m.asp?m=135989 et https://www.inquirer.com/philly/entertainment/arts/a-marker-for-marc-blitzstein-a-unique-american-voice-in-music-20170612.html.
Un hommage vidéo lui a été rendu en 2020 initialement décidée l'année précédente : , https://www.peoplesworld.org/article/video-tribute-to-radical-composer-marc-blitzstein-by-university-of-wisconsin-opera/ et https://nyfos.org/marc-blitzstein-molls-song/.
Un prix Marc Blitztein crée en 1965 a également été décerné en son nom en 2023 : https://artsandletters.org/award/marc-blitzstein-award/ et https://missymazzoli.com/missy-mazzoli-and-royce-vavrek-awarded-2023-marc-blitzstein-award-for-musical-theater-and-opera-given-by-the-american-academy-of-arts-and-letters/ et https://www.bard.edu/news/bard-composer-in-residence-missy-mazzoli-named-winner-of-marc-blitzstein-memorial-award-2023-01-17.
Une étude lui a été menée sur lui cette même année en juillet 2023 : https://www.forumopera.com/cd-dvd-livre/weill-blitzstein-et-bernstein/.
Un mouvement est d'ailleurs lancé pour favoriser cette culture du passé depuis août 2023 : https://jacobin.com/2023/08/free-theater-new-deal-blitzstein-wells-odets-social-consciousness.
Truman Capote parle de Marc Blitzstein dans sa nouvelle "Musique pour caméléon". Il y raconte une soirée en Martinique où il évoque l'assassinat de son ami Marc Blitzstein alors qu'il séjournait en Martinique et y composait un opéra. Il y fut assassiné par deux marins portugais rencontrés dans un bar qui l'ont dévalisé et battu à mort. Les deux marins furent condamnés et envoyés en Guyane.

## Articles et sources pour en savoir plus
- https://www.newyorker.com/culture/culture-desk/marc-blitzstein-revived
- https://interlude.hk/marc-blitzstein/
- https://adst.org/2019/07/the-1964-murder-of-noted-composer-marc-blitzstein-in-martinique/

## Podcasts audio
- https://soundcloud.com/other-minds/marc-blitzstein-piano-percussion-music
- http://guylivingston.com/radio/marc-blitzstein/

## Vie privée
Il a eu pour 1er compagnon Alexander Smallens et s'est ensuite marié avec Eval Goldbeck en 1933 : http://corflammae.com/marc-blitzstein, cette dernière étant morte en 1936 : https://timelinetheatre.com/person/marc-blitzstein/, celui-ci restant ensuite sans postérité : http://en.instr.scorser.com/C/All/Marc+Blitzstein/All/Popularity.html.